# Borbacha altipardaria
Borbacha altipardaria là một loài bướm đêm trong họ Geometridae.